# Йировец, Войтех
Войтех Йировец ("Vojtěch Jírovec", 20 февраля 1763, Ческе-Будеёвице — 19 марта 1850, Вена) — чешский композитор и дирижер, вошедший в историю музыки под именем Адальберт Гировец.
Его отец был хормейстером в соборе, и Войтех сначала учился у него. Затем он отправился в Прагу, где изучал право и брал уроки композиции. В 1785 году он переехал в Вену, где познакомился с Вольфгангом Амадеем Моцартом. С 1786 по 1793 год он путешествовал по всей Европе. Он провел три года в Италии, встречаясь с Иоганном Вольфгангом фон Гёте в Риме и учась у Никола Сала в Неаполе. В 1804—1827 гг. был дирижером Венской придворной оперы. Произведения Йировца при жизни были широко известны в Европе; в частности, чаще всего исполнялась опера «Глазной врач» (постановка 1811 г.) Оперу Йировца «Роберт, или Испытание» (постановка 1813 г.) высоко ценил Людвиг ван Бетховен. Среди других имели успех оперы (даты постановок): «Семирамида» (1792), «Агнес Сорель» (1806), «Мнимый Станислав» (1818; на это же либретто Джузеппе Верди написал свою оперу «День царствования»). В комических операх Йировца ощущаются его связи с чешской народной музыкой.
Произведения:
- 30 опер;
- 40 балетов;
- 60 симфоний,
- 12 серенад для оркестра;
- струнные квартеты,
- инструментальные пьесы;
- мессы, кантаты, хоры, песни.